# Verona megye
Verona megye (olaszul Provinzia di Verona, velenceiül Provincia de Verona) Olaszország Veneto régiójának kisebb közigazgatási egysége, székhelye Verona.

## Települései
Legnagyobb és legnépesebb városai: 
- Verona
- Villafranca di Verona
- Legnago
- San Giovanni Lupatoto
- Bussolengo
- San Bonifacio